# Neotephritis paludosae
Neotephritis paludosae är en tvåvingeart som beskrevs av Hardy 1980. Neotephritis paludosae ingår i släktet Neotephritis och familjen borrflugor. Inga underarter finns listade i Catalogue of Life.